# Petrônio de Bolonha
Petrônio (português brasileiro) ou Petrónio de Bolonha (português europeu) (em italiano:  San Petronio; m. ca. 450) foi bispo de Bolonha no século V e é hoje o padroeiro da cidade. Nascido numa família nobre romana, converteu-se ao cristianismo e tronou-se padre. Como bispo, construiu a Igreja de São Estêvão.

## Vida e obras
A única informação histórica certa sobre a vida de Petrônio é oriunda de uma carta escrita pelo bispo Euquério de Lugduno (m. 450-5) a Valeriano (na Patrologia Latina, 711ss), na obra Sobre homens ilustres, de Genádio de Massília (XLI). Euquério conta que Petrônio era muito famoso na Itália na época por suas virtudes. Genádio entra em mais detalhes: era de família nobre cujos membros ocupavam altas posições na corte em Mediolano e na administração provincial no final do século IV e no começo do V. Seu pai, também chamado Petrônio, foi prefeito pretoriano da Gália e ocupou a posição em 402/408. Euquério parece sugerir que o futuro bispo também ocupava uma importante posição secular.
Seu pai educou-o para uma vida religiosa e já muito jovem, Petrônio se dedicou às práticas ascetas e parece ter visitado a Terra Santa, provavelmente numa peregrinação. Por volta de 432, foi eleito e consagrado bispo de Bolonha, onde erigiu a Igreja de São Estêvão, copiando o plano da igreja do Santo Sepulcro em Jerusalém. O edifício é da mesma época que o papa Leão Magno estava construindo suas basílicas em Roma e Gala Placídia em Ravena. Acreditava-se antigamente que Petrônio havia escrito uma obra sobre a vida dos monges do Egito ("Vitæ patrum Ægypti monachorum"); sabe-se atualmente que o autor foi Rufino de Aquileia.
Morin publicou um sermão intitulado In die ordinationis vel Natale episcopi, que Genádio atribuiu ao bispo Petrônio de Verona, mas que Czalpa defende ser de Petrônio de Bolonha, mas esta atribuição é incerta. De acordo com Genádio, Petrônio morreu durante o reinado conjunto de Teodósio II (r. 408–450) e Valentiniano III (r. 425–455), ou seja, antes de 450. No século XII, uma hagiografia lendária de Petrônio, cujas relíquias foram descobertas em 1141, apareceu. Logo depois, uma igreja foi construída em sua homenagem em Bolonha; uma segunda foi iniciada em 1390, a Basílica de São Petrônio. Sua festa é celebrada em 4 de outubro.